# (32535) 2001 PZ40
2001 PZ40 (asteroide 32535) é um asteroide da cintura principal. Possui uma excentricidade de 0.13846170 e uma inclinação de 8.61741º.
Este asteroide foi descoberto no dia 11 de agosto de 2001 por NEAT em Palomar.